# قطعنامه ۱۸۹۷ شورای امنیت
قطعنامه ۱۸۹۷ شورای امنیت سازمان ملل متحد که در تاریخ ۳۰ نوامبر ۲۰۰۹ تصویب شد، سندی بین‌المللی دربارهٔ بررسی وضعیت در سومالی است. این قطعنامه طی نشست ۶۲۲۶ام با ۱۵ رای موافق، ۰ مخالف و ۰ ممتنع تصویب شد.